# Leon V Armeńczyk
Leon V Armeńczyk (gr. Λέων Ε' ο Αρμένιος, ur. ok. 775, zm. 25 grudnia 820) – generał bizantyjski za panowania cesarzy Nicefora I i Michała I, od 813 r. cesarz bizantyjski.

## Życiorys
Leon był z pochodzenia Ormianinem. Karierę rozpoczął za Nicefora dochowując mu wierności podczas powstania w 803 roku. Później został strategosem temu Anatolikon. Po tym jak w 812 r. wykazał się zdolnościami w walkach przeciwko Arabom, został powołany w następnym roku do walki przeciwko Bułgarom. Korzystając z tego, iż cesarz Michał I nie cieszył się popularnością wśród wojska, odstąpił od niego podczas bitwy pod Wersiniką (813) i sam sięgnął po władzę. W trakcie podjętych latem 813 r. rozmów pokojowych usiłował podstępem zabić chana Kruma. Nieudana pułapka stała się następnie dla Bułgarów pretekstem do podjęcia długotrwałego oblężenia Konstantynopola, zakończonego zawartym w 816 r. trzydziestoletnim traktatem pokojowym, na mocy którego m.in. ustalona została przebiegająca przez Trację granica między Bułgarią a cesarstwem.
Leon zawarł sojusz z cesarzem Zachodu Ludwikiem Pobożnym, synem Karola Wielkiego. Przymierze obydwu cesarzy było skierowane przeciw państwu Aglabidów na terenie dzisiejszej Algierii. Państwo to swoją flotą zagrażało posiadłościom bizantyjskim i frankijskim w Italii i na Sycylii.
Po uporządkowaniu spraw zewnętrznych Leon wziął w swoje ręce sprawy Kościoła. Leon pochodził ze Wschodu i był ikonoklastą, chciał przywrócić ikonoklazm. Kazał aresztować słynnego ikonofila Teodora Studytę, skazując go na wygnanie razem z patriarchą Niceforem. Wiosną 815 roku cesarz zwołał synod do Konstantynopola, na którym potępiono kult obrazów i postanowienia II Soboru Nicejskiego oraz cesarzową Irenę za walkę przeciw ikonoklastom. Rozpoczęło się masowe niszczenie obrazów. Do opozycji przeciw cesarzowi przeszedł nawet jego przyjaciel Michał z Amorion, więc cesarz go uwięził. 
Podjęte przez Leona energiczne kroki skierowane przeciwko paulicjanom oraz zwolennikom kultu ikon zaowocowały powstaniem silnej opozycji oraz zawiązaniem spisku, któremu przewodził niegdysiejszy towarzysz broni Leona, Michał z Amorion. Po wykryciu spisku, zagrożony uwięzieniem Michał dokonał zamachu stanu, w wyniku którego w dniu Bożego Narodzenia 820 r. Leon został obalony i zamordowany.

## Rodzina
Ze swoją żoną Teodosją, córką patrycjusza Arsabera, Leon V miał kilkoro dzieci w tym:
- Symbatiosa, współcesarza w latach 814–820 jako Konstantyn.